# Tarjeta de cargos
Una tarjeta de cargos es una tarjeta que ofrece un método de pago permitiendo al titular de la tarjeta hacer compras que son pagados por el emisor de la tarjeta, lo cual se convierte en deuda para el titular de la tarjeta. El titular está obligado a pagar la deuda al emisor de la tarjeta en su totalidad en la fecha de vencimiento, por lo general sobre una base mensual, o será sujeto a cargos por pagos atrasados y las restricciones en futuros usos de la tarjeta. Esta también puede ser una tarjeta inteligente.
A pesar de que los términos de tarjeta de cargos y tarjeta de crédito se utilizan a veces indistintamente, tienen distintos protocolos de transacciones financieras. Las tarjetas de crédito son instrumentos de crédito revolvente que no necesitan ser pagados en su totalidad cada mes. No hay ningún cargo por pago atrasado a pagar siempre y cuando el pago mínimo esté hecho en los intervalos especificados (generalmente cada treinta días). El saldo de la cuenta devenga intereses, lo cual puede ser retroactivo a la fecha de la compra inicial. Las tarjetas de cargos normalmente son emitidos sin límites de gasto, mientras que las tarjetas de crédito suelen tener un determinado límite de crédito que el titular no podrá exceder.
Aunque originalmente la identificación de cuenta de cargos está basado en papel, en 1959 American Express se convirtió en la primera operadora de tarjeta de cargos para emitir tarjetas plásticas en relieve con la norma estándar ISO/IEC 7810 ID-1. Las tarjetas tenían en relieve el número de tarjeta bancaria en cumplimiento con la norma de numeración estándar ISO/IEC 7812.

## Historia
En 1914, Western Union abrió la primera cuenta de cargos para sus clientes y les proporcionó un documento de identificación. Había muchas tiendas por departamentos grandes que abrían cuentas de cargos para sus clientes con documento de identificación, permitiendo al cliente realizar compras a crédito proporcionada por la tienda. Sin embargo, estas cuentas podían ser utilizadas únicamente dentro de la tienda que se hayan emitido. En 1950, Diners Club comenzó la apertura de las cuentas de cargos con tarjetas de identificación de papel, dirigida a los viajes y entretenimiento en los mercados. La característica novedosa de estas tarjetas fue que la tarjeta de cargos podía ser usada en un gran número de tiendas. Estas tiendas tenían que entrar en un acuerdo con Diners Club, y pagar una cuota a la empresa. Para la comisión, Diners Club llevaba el costo de la creación de cuentas, que autorizaba a cada transacción, el procesamiento de transacciones y colecciones, cargando los gastos de financiación y asumiendo el riesgo de titulares de tarjetas impagas. El nuevo sistema fue especialmente atractivo para las pequeñas tiendas en competencia con las tiendas más grandes que no podían justificar la configuración de su propia cuenta de cargos en las instalaciones. Finalmente, los grandes almacenes comenzaron a aceptar estas tarjetas, como testimonio de las tarifas que se cobran por el operador de la tarjeta eran menores que el costo de ejecución que si la tienda instalara almacenara las cuentas. En 1957, American Express también entró en el campo, y en 1959 fue la primera empresa en cuestión en emitir tarjetas de crédito de plástico con la norma ISO/IEC 7810.
En Europa, los afiliados a la marca Maestro de MasterCard (que es una tarjeta de débito en lugar de una tarjeta de crédito), sustituyó a la marca Europea Eurocheque para las tarjetas de pago en el año 2002. Muchas tarjetas de Eurocheque, especialmente en países como Austria y Alemania, tuvieron a su cargo las tarjetas de la marca con el logotipo Eurocheque. Además, la Europea Eurocard, expedida como competidor para American Express, y en algunos países (como en los países Nórdicos) todavía es, una tarjeta de crédito. Por lo tanto, la mayoría de las tarjetas Mastercard en estos países todavía son tarjetas de pago. Las tarjetas de crédito Visa también están disponibles en Europa.

## Operación
El usuario de la tarjeta de crédito tiene que pagar el saldo de su cuenta al final de cada mes y la tarjeta de cargos de la empresa, a diferencia de una tarjeta de crédito, no cobra intereses. Una compañía de tarjetas de cargos la principal fuente de ingresos es la comisión del comercio, que es un porcentaje del valor de transacción, que normalmente oscila entre 1 y 4%, además de un intercambio o comisión mínima.
Muchas tarjetas de crédito tienen la opción para usuarios para pagar algunos compras sobre el tiempo. Los clientes de tarjetas de cargos de American Express, para ejemplo, puede enlistarse en la Opción de Pago Extendida (internamente referido como ExPO) para poder pagar por compras arriba de $200 sobre el tiempo, o en Firme & Viaje para poder pagar gastos elegibles relacionados con viajes sobre el tiempo.
La mayoría de tarjetas de cargos también tienen una característica llamada Límite de Gasto No Establecido (o NPSL, del inglés No Preset Spending Límite). Mientras los consumidores a menudo toman NPSL para decir que sus tarjetas son sin límites, NPSL realmente significa que los límites de una tarjeta cambian, a menudo de mes-a-mes, basado en factores como historial de pago y carga del consumidor como también tendencias económicas en general. Según un estudio de NPSL a Cardhub.com, la forma de tarjetas de cargos NPSL son reportadas a las agencias de crédito importantes varía por emisor y puede dirigir a aumentos artificiales en utilización del crédito, así bajando una Puntuación FICO.
Gobiernos y negocios grandes a menudo usan tarjetas de cargos para pagar y mantener la pista de gastos relacionados con negocios oficiales; estos son a menudo se refieren como tarjetas de compras. Algunos detallistas emiten tarjetas de cargos a clientes. Algunas tarjetas de American Express y Diners Club son también tarjetas de cargos, más que tarjetas de crédito o débito como VISA y MasterCard.